# چاه قبری جدید
چاه قبری جدید یک منطقهٔ مسکونی در ایران است که در بخش مرکزی شهرستان سیرجان واقع شده‌است. چاه قبری جدید ۴۸ نفر جمعیت دارد.